# Hylas et les Nymphes
Hylas et les Nymphes (en anglais Hylas and the Nymphs) est une huile sur toile mesurant 98,2 × 163,3 cm peinte par John William Waterhouse en 1896, conservée à la Manchester Art Gallery.

## Iconographie
Hylas participe à l'expédition des Argonautes et fait une halte en Bithynie près des côtes de Mysie avec ses compagnons. Étant allé puiser de l'eau à la cascade, il est enlevé par les nymphes du lieu qui, éprises de sa beauté, l'entraînent dans les profondeurs à jamais.

## Décrochage temporaire
Exposé dans une salle intitulée « Recherche de la beauté », le tableau est décroché le 26 janvier 2018 dans le cadre d'une performance et exposition de l'artiste Sonia Boyce. La toile est remplacée par le commentaire suivant, et invite le public du musée à donner son avis en écrivant sur des posts-its :

« Cette salle présente le corps des femmes soit en tant que “forme passive décorative” soit en tant que “femme fatale”. Remettons en cause ce fantasme victorien !
Cette salle existe dans un monde traversé par des questions de genre, de race, de sexualité et de classe qui nous affectent tous. Comment les œuvres d'art peuvent-elles nous parler d'une façon plus contemporaine et pertinente ? »

Clare Gannaway, conservatrice en charge de l'art contemporain à la Manchester Art Gallery, présente cette initiative comme nourrie par les discussions engendrées par le mouvement #MeToo. Elle souligne le peu d'attention prêté au fait que la salle « Recherche de la beauté », où est exposé le tableau de Waterhouse, ne concentre que des tableaux réalisés par des hommes peignant des représentations de femmes stéréotypées.
La performance, voulue par l’artiste Sonia Boyce et destinée à faire réagir le public, est interprétée par la majorité des visiteurs et les critiques comme une censure. Les premières réactions sont majoritairement critiques, à l'instar de celles du critique d'art du Guardian Jonathan Jones ou de l'historienne de l'art Elizabeth Prettejohn, pour qui un débat sur la représentation des femmes doit se faire devant l’œuvre elle-même, pas en la censurant. Une pétition pour la restitution de l'œuvre est lancée, qui rassemble plus de 1 000 signatures.
Pour la chercheuse en histoire de l'art Ariane Lemieux, le décrochage du tableau « soutient davantage une critique de l’exposition muséale et de ses récits que de l’œuvre en elle-même ».
Le 3 février 2018, l'œuvre est raccrochée de nouveau.